# Daniël Kan
Daniël Marinus Kan (Amsterdam, 4 augustus 1927 – Newton (Massachusetts), 4 augustus 2013) was een Nederlandse wiskundige. Hij was hoogleraar aan het Massachusetts Institute of Technology (MIT).

## Levensloop
Kan werd geboren in een liberaal Joods gezin. Hij was het enige kind van Marinus Kan (1891-1945) en Frederika Kan-Godschalk (1899-1945). Hij bezocht vanaf 1939 het Barlaeusgymnasium, maar moest daar vanwege zijn Joodse afkomst in 1941 vandaan vertrekken. Zijn vader was op het moment dat de oorlog uitbrak voorzitter van de Nederlandse Zionistenbond en later lid van de Joodse Raad, maar stapte op uit de Raad vanwege onvrede over de koers.  Hij vond dat de Joodse Raad te veel met de Duitse autoriteiten samenwerkte. Het gezin Kan kwam in juni 1943 terecht in Westerbork. Een half jaar later werden zij gedeporteerd naar Bergen-Belsen. Zijn beide ouders overleden in april 1945 kort na elkaar. Daniël Kan keerde terug naar Amsterdam en maakte zijn opleiding aan het Barlaeusgymnasium af.
Onder invloed van Luitzen Egbertus Jan Brouwer ging Kan Wiskunde en Natuurkunde met Scheikunde studeren aan de Universiteit van Amsterdam. Hij legde in 1948 met succes zijn kandidaatsexamen af en haalde in 1950 zijn doctoraal. In februari 1951 vertrok Kan naar Israël waar hij drie jaar werkte voor het Weizmann Instituut van Wetenschappen. In de woestijn werd naar olie gezocht met seismische methoden en Kan deed de berekeningen daarvoor. In dezelfde periode ontwikkelde Kan zich verder in de algebraïsche topologie. In 1955 promoveerde hij onder Samuel Eilenberg aan de Hebreeuwse Universiteit van Jeruzalem.
Kan vertrok in 1955 naar de Verenigde Staten waar hij eerst een jaar werkte aan de Columbia University en daarna aan Princeton. Vervolgens keerde hij naar Israël terug, om twee jaar later een functie aan te nemen aan MIT. In die periode groeide zijn bekendheid binnen de vakkring snel dankzij drie baanbrekende artikelen over simpliciale verzamelingen en twee over geadjungeerde functoren. Kan werd na vier jaar aan MIT al benoemd tot hoogleraar. Hij bleef aan het instituut verbonden tot aan zijn pensioen in 1993.

## Persoonlijk
Kan was getrouwd met Nora Poliakoff (1930-2007), dochter van een Amsterdamse huisarts en evenals Kan overlevende van Bergen-Belsen. Samen kregen zij vier kinderen.